# Младеново
Младеново (мађ. Dunabökény) је село у општини Бачка Паланка у Јужнобачком управном округу. Према попису из 2022. било је 2108 становника.
Село оснива мађарски краљ Бела IV у 13. веку под именом Букин. После Другог светског рата, 1946. године село мења име у Младеново по Младену Стојановићу (1896—1942), лекару и народном хероју.
У турско доба, у селу су углавном живели Срби.
Поплаве су 1750. и 1810. године уништиле село. Оба пута село је поново изграђено 1,5 km северније. Село 1812. године насељавају Немци.

## Споменик
У центру села Младенова 1971. године је подигнут Споменик палим борцима и и жртвама фашистичког терора 1941—1945. и бронзано попрсје народном хероју Младену Стојановићу (1896—1942). На споменику се налази шесто имена палих бораца из Босанске крајине, а на предњој страни споменика стоји натпис посвећен доктору Младену — Поносном народу Босанске крајине, ти си био вођа. Данас си његов понос и вечита легенда.

## Демографија
У насељу Младеново живи 2760 пунолетних становника, а просечна старост становништва износи 41,8 година (40,0 код мушкараца и 43,4 код жена). У насељу има 1136 домаћинстава, а просечан број чланова по домаћинству је 2,96.
Ово насеље је великим делом насељено Србима (према попису из 2002. године), а у последња три пописа, примећен је пад у броју становника.
|  |

| Демографија | Демографија | Демографија |
| Година      | Становника  | Становника  |
| ----------- | ----------- | ----------- |
| 1948.       | 3.269       |             |
| 1953.       | 3.694       |             |
| 1961.       | 3.793       |             |
| 1971.       | 3.080       |             |
| 1981.       | 3.380       |             |
| 1991.       | 3.363       | 3.286       |
| 2002.       | 3.358       | 3.484       |

| Етнички састав према попису из 2002.‍ | Етнички састав према попису из 2002.‍ | Етнички састав према попису из 2002.‍ | Етнички састав према попису из 2002.‍ | Етнички састав према попису из 2002.‍ |
| ------------------------------------ | ------------------------------------ | ------------------------------------ | ------------------------------------ | ------------------------------------ |
|                                      |                                      |                                      |                                      |                                      |
| Срби                                 | Срби                                 |                                      | 3.171                                | 94,43%                               |
| Југословени                          | Југословени                          |                                      | 63                                   | 1,87%                                |
| Хрвати                               | Хрвати                               |                                      | 20                                   | 0,59%                                |
| Мађари                               | Мађари                               |                                      | 16                                   | 0,47%                                |
| Словаци                              | Словаци                              |                                      | 6                                    | 0,17%                                |
| Муслимани                            | Муслимани                            |                                      | 5                                    | 0,14%                                |
| Роми                                 | Роми                                 |                                      | 4                                    | 0,11%                                |
| Македонци                            | Македонци                            |                                      | 3                                    | 0,08%                                |
| Немци                                | Немци                                |                                      | 2                                    | 0,05%                                |
| Чеси                                 | Чеси                                 |                                      | 1                                    | 0,02%                                |
| Црногорци                            | Црногорци                            |                                      | 1                                    | 0,02%                                |
| Украјинци                            | Украјинци                            |                                      | 1                                    | 0,02%                                |
| Руси                                 | Руси                                 |                                      | 1                                    | 0,02%                                |
| Румуни                               | Румуни                               |                                      | 1                                    | 0,02%                                |
| Бошњаци                              | Бошњаци                              |                                      | 1                                    | 0,02%                                |
| непознато                            | непознато                            |                                      | 22                                   | 0,65%                                |

| Година пописа     | 1948. | 1953. | 1961. | 1971. | 1981. | 1991. | 2002. |
| ----------------- | ----- | ----- | ----- | ----- | ----- | ----- | ----- |
| Број домаћинстава | 607   | 697   | 887   | 828   | 1.019 | 1.108 | 1.136 |

| Број чланова      | 1   | 2   | 3   | 4   | 5   | 6  | 7 | 8 | 9 | 10 и више | Просек |
| ----------------- | --- | --- | --- | --- | --- | -- | - | - | - | --------- | ------ |
| Број домаћинстава | 209 | 288 | 206 | 275 | 102 | 48 | 7 | 1 | 0 | 0         | 2,96   |

| Пол    | Укупно | Неожењен/Неудата | Ожењен/Удата | Удовац/Удовица | Разведен/Разведена | Непознато |
| ------ | ------ | ---------------- | ------------ | -------------- | ------------------ | --------- |
| Мушки  | 1.413  | 439              | 866          | 67             | 32                 | 9         |
| Женски | 1.482  | 288              | 863          | 275            | 47                 | 9         |
| УКУПНО | 2.895  | 727              | 1.729        | 342            | 79                 | 18        |

| Пол    | Укупно                    | Пољопривреда, лов и шумарство | Рибарство                            | Вађење руде и камена | Прерађивачка индустрија       |
| ------ | ------------------------- | ----------------------------- | ------------------------------------ | -------------------- | ----------------------------- |
| Мушки  | 608                       | 179                           | 2                                    | 0                    | 198                           |
| Женски | 359                       | 56                            | 0                                    | 0                    | 124                           |
| УКУПНО | 967                       | 235                           | 2                                    | 0                    | 322                           |
| Пол    | Производња и снабдевање   | Грађевинарство                | Трговина                             | Хотели и ресторани   | Саобраћај, складиштење и везе |
| Мушки  | 6                         | 14                            | 41                                   | 7                    | 48                            |
| Женски | 2                         | 0                             | 55                                   | 12                   | 6                             |
| УКУПНО | 8                         | 14                            | 96                                   | 19                   | 54                            |
| Пол    | Финансијско посредовање   | Некретнине                    | Државна управа и одбрана             | Образовање           | Здравствени и социјални рад   |
| Мушки  | 1                         | 10                            | 38                                   | 8                    | 4                             |
| Женски | 5                         | 11                            | 19                                   | 22                   | 19                            |
| УКУПНО | 6                         | 21                            | 57                                   | 30                   | 23                            |
| Пол    | Остале услужне активности | Приватна домаћинства          | Екстериторијалне организације и тела | Непознато            | Непознато                     |
| Мушки  | 6                         | 0                             | 0                                    | 46                   | 46                            |
| Женски | 6                         | 0                             | 0                                    | 22                   | 22                            |
| УКУПНО | 12                        | 0                             | 0                                    | 68                   | 68                            |